# B.S. Christiansen
Bjarne Slot Christiansen (født 27. september 1952 i Herning) er en dansk tidligere elitesoldat i Jægerkorpset og nu foredragsholder. Han er især kendt for programserien På afveje med kendte personer og har også deltaget i flere selvhjælpsserier. Han har været ansat på Bjarne Riis' cykelhold Team CSC. Til daglig er han mentaltræner i den jyske fodboldklub FC Midtjylland.
Han er elektriker, dykker, fotograf og uddannet i militæret. Han er gift, har fire børn og bor i omegnen af Holstebro.

## Karriere
Han var i Jægerkorpset i 28 år fra 1973 til 2001. Han og Carsten Mørch fra Jægerkorpset gennemførte det amerikanske Ranger-kursus i 1978. Det er grundigt beskrevet i Mørchs bog Sådan!. B.S. og Mørch blev de sidste danskere, der blev sendt på Ranger-kursus. Ifølge Carsten Mørch havde der været "12 til 14" andre danske jægersoldater på kurset, og de var alle endt i top 16. På kurset i 1978 sluttede Carsten Mørch og B.S. Christiansen som henholdsvis nummer 1 og 3 af omkring 200 deltagere.
I år 2000 blev han ansat som teambuilder for det danske cykelhold Riis Cycling, der er bedre kendt som Team CSC, (senere Team Saxo Bank-SunGard), som han var tilknyttet i 2009.
I 2001 blev det første program i serien På afveje sendt: han tog Anja Steensig ud i vildmarken. To år efter tog han Signe Svendsen med, og herefter var han i Afrika og Canada med Bubber i henholdsvis 2006 og 2007.
I 2005 udkom hans selvbiografi Et liv på kanten fortalt til journalisten Lars Vestergaard. Bogen blev en bestseller og havde solgt mere end 200.000 eksemplarer i februar 2006.
Bubber deltog i Bubber og BS i trøjen, hvor de sammen skulle gennem de fire værn i Danmarks forsvar. Siden har han lavet flere programmer, hvori han forsøger at hjælpe personer, der f.eks. er blevet vraget på session på grund af overvægt.
B.S. driver nu firmaet B.S. og co. med opgaver lige fra foredrag, sikkerhed, rådgivning, coaching og kurser til skræddersyede løsninger for enkeltpersoner og teams i erhvervslivet og sportens verden.

## Filmografi

### Film
- I Kina spiser de hunde (1999) - politibetjent
- Gamle mænd i nye biler (2002) - politimand i lufthavnen

### Tv
- Ranger Denmark (2000)
- Anja og BS på afveje (2001)
- Signe og BS på afveje (2003)
- Signe & B.S. i Tasmanien (2004)
- Bubber og BS på afveje i Afrika (2006)
- Bubber og BS på nye afveje i Canada (2007)
- Bubber og BS i trøjen (2008)
- Stjernetræf (2008), (2009) og (2010) som mentor
- BS og Basserne med mænd 2010
- BS og Basserne med kvinder (2011)
- BS & Outsiderne (2012)
- B.S. og recepten på lykke (2014)
- BS og manddomsprøven 2016

- Programmerne med Bubber er udgivet på DVD.